# Myrmarachne plataleoides
Myrmarachne plataleoides là một loài nhện bắt chước hình thái và hành vi của kiến vàng (Oecophylla smaragdina). Loài này được tìm thấy tại Ấn Độ, Sri Lanka, Trung Quốc và Đông Nam Á.
Khác kiến vàng loài này không cắn người.

## Mô tả
M. plataleoides, đặc biệt là con cái, bắt chước kiến vàng về kích thước hình dạng và hành vi. Hai mắt kép của kiến vàng bị bắt chước bởi hai đốm đen ở hai bên đầu. Con đực có hình dáng giống như một con kiến lớn đang gắp theo một con nhỏ hơn.
Tên khoa học của loài này dịch ra nghĩa là "nhện kiến".

## Hình ảnh

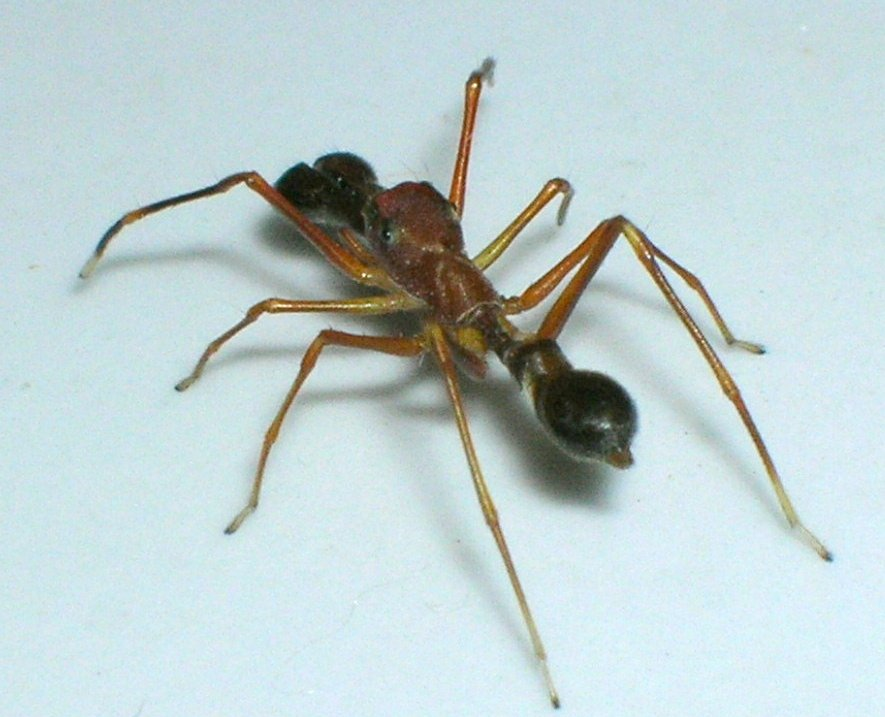
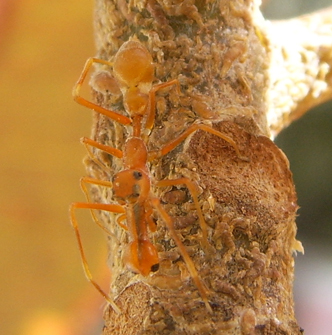
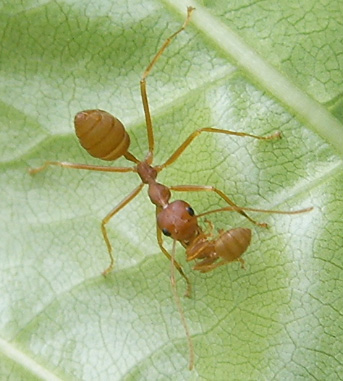
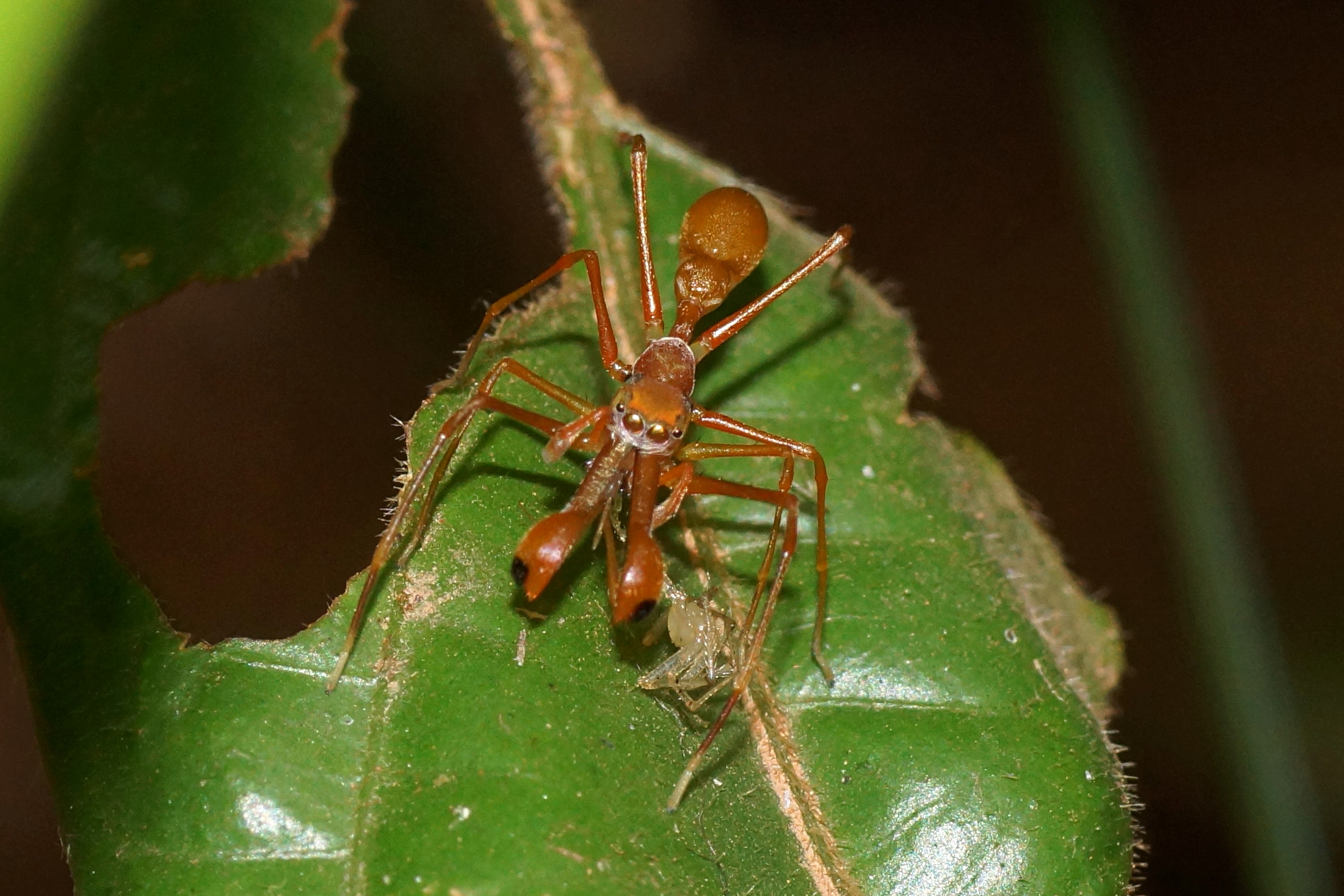

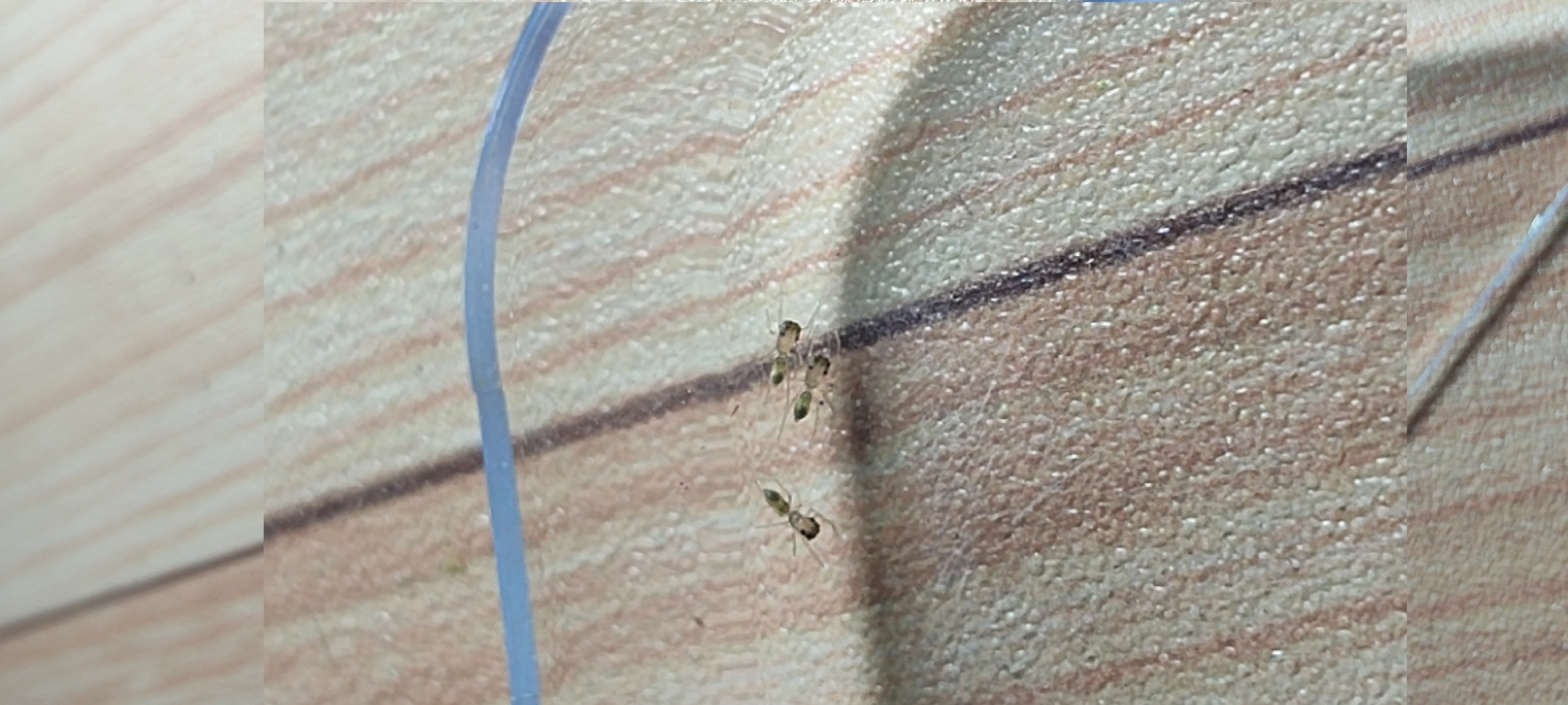
nhện giả kiến vàng lúc nhỏ